# 誘餌效應
誘餌效應（英語：Decoy effect）是指引入第三個選項來加強舊選項的吸引力。

## 例子
假設有產品 A 和 B，以下是顧客可以選擇的選項：
(1) $100 - A
(2) $300 - B
(3) $300 - A + B
在這個情景，（2）是「誘餌」，用來引導顧客選擇「目標選項」－（3）。

## 誘餌效應的成因
因為人腦資源有限，所以人傾向於思考可以容易完成（cognitive ease）的決定，對於人腦內說，只要是容易下的決定便是好決定。當我們比較（1）和（3）時，模棱兩可的選項給予大腦巨大壓力；而比較（2）和（3）時，選項（3）明顯較好，所以我們能在無壓力下作出決定，令我們更輕易下了購買（3）的決定。
這現象證明了一個差劣的選項足以影響我們的判斷。